# Modern Times Group
Modern Times Group AB (forkortet MTG) er en international underholdnings- og broadcastingkoncern, hvis primære forretningsområde er tv. Selskabet har hjemsted i Sverige, beskæftiger 3.031 ansatte og omsætter årligt for 14 mia. svenske kroner (2011).
Koncernen blev dannet i 1997 på basis af investeringsselskabet Kinneviks medieaktiviteter, men har dog alligevel været en del af markedet siden 1987, hvor TV3 begyndte sine udsendelser.
MTG er gennem datterselskabet Viasat den største udbyder af både gratis- og betalings-tv i Skandinavien og de baltiske lande. MTG har haft aktiemajoritet i det største privatejede tv-netværk i Rusland fra 2001 til 2015. I oktober 2015 solgte MTG disse aktier og trak sig ud af det Russiske tv-marked i forbindelse med andre frasalg på det internationale marked. Overordnet set drives i dag gratis-kanaler i 10 lande og betalingskanaler i 22 lande med et samlet seergrundlag på ca. 80 millioner.
Samtlige kanaler sendes fra London, hvilket gør at de er underlagt de liberale britiske reklameregler, der i modsætning til de danske tillader reklameafbrydelser midt i programmerne, ligesom det giver mulighed for at sende flere reklamer end danskbaserede kanaler. Denne praksis har ført til kritik fra Radio- og tv-nævnet, der dog ikke kan gribe ind.
MTG er børsnoteret på Stockholmsbörsen.